# Ogemaw County
Ogemaw County ist ein County im US-Bundesstaat Michigan. Der Verwaltungssitz (County Seat) ist West Branch. Das U.S. Census Bureau hat bei der Volkszählung 2020 eine Einwohnerzahl von 20.770 ermittelt.

## Geographie
Das County liegt im mittleren Nordosten der Unteren Halbinsel von Michigan, ist im Osten etwa 45 km vom Lake Huron, einem der 5 Großen Seen, entfernt und hat eine Fläche von 1488 Quadratkilometern, wovon 27 Quadratkilometer Wasserfläche sind. Es grenzt im Uhrzeigersinn an folgende Countys: Oscoda County, Iosco County, Arenac County, Gladwin County und Roscommon County.

## Geschichte
Ogemaw County wurde 1840 als Original-County aus freiem Territorium gebildet. 1867 ging es im Iosco County auf und wurde 1873 wieder selbständiges County. Benannt wurde es nach dem indianischen Wort ogimaa, dessen Bedeutung Chef, Führer oder Häuptling ist.

## Demografische Daten
Nach der Volkszählung im Jahr 2000 lebten im Ogemaw County 21.645 Menschen in 8.842 Haushalten und 6.189 Familien. Die Bevölkerungsdichte betrug 15 Einwohner pro Quadratkilometer. Ethnisch betrachtet setzte sich die Bevölkerung zusammen aus 97,48 Prozent Weißen, 0,13 Prozent Afroamerikanern, 0,60 Prozent amerikanischen Ureinwohnern, 0,38 Prozent Asiaten, 0,03 Prozent Bewohnern aus dem pazifischen Inselraum und 0,13 Prozent aus anderen ethnischen Gruppen; 1,25 Prozent stammten von zwei oder mehr Ethnien ab. 1,16 Prozent der Bevölkerung waren spanischer oder lateinamerikanischer Abstammung.

Alterspyramide des Ogemaw County (Stand: 2000)

Von den 8.842 Haushalten hatten 27,1 Prozent Kinder unter 18 Jahren, die bei ihnen lebten. 57,4 Prozent waren verheiratete, zusammenlebende Paare, 8,8 Prozent waren allein erziehende Mütter und 30,0 Prozent waren keine Familien. 25,7 Prozent waren Singlehaushalte und in 12,2 Prozent lebten Menschen im Alter von 65 Jahren oder darüber. Die Durchschnittshaushaltsgröße betrug 2,41 und die durchschnittliche Familiengröße lag bei 2,87 Personen.
23,5 Prozent der Bevölkerung waren unter 18 Jahre alt. 6,4 Prozent zwischen 18 und 24 Jahre, 24,4 Prozent zwischen 25 und 44 Jahre, 27,0 Prozent zwischen 45 und 64 Jahre und 18,8 Prozent waren 65 Jahre oder älter. Das Durchschnittsalter betrug 42 Jahre. Auf 100 weibliche Personen kamen 98,4 männliche Personen. Auf 100 Frauen im Alter von 18 Jahren und darüber kamen statistisch 95,5 Männer.
Das jährliche Durchschnittseinkommen eines Haushalts betrug 30.474 US-Dollar, das Durchschnittseinkommen einer Familie 34.988 USD. Männer hatten ein Durchschnittseinkommen von 31.003 USD, Frauen 20.544 USD. Das Pro-Kopf-Einkommen betrug 15.768 USD. 11,0 Prozent der Familien und 14,0 Prozent der Bevölkerung lebten unterhalb der Armutsgrenze.